# Greenwich Avenue
Ne doit pas être confondu avec Greenwich Street.
Greenwich Avenue, autrefois appelée Greenwich Lane est une avenue de New York. 

## Situation et accès
Située dans le Greenwich Village, et orientée nord-ouest/sud-est, elle débute au sud de la 14e Rue au bout de la Huitième Avenue, jusqu'au croisement de la Sixième Avenue et de la 8e rue.
La rue est située à proximité immédiate de plusieurs stations majeures du métro de New York: 14th Street (métros 1, 2 et 3), West Fourth Street – Washington Square (A, B, C, D, E, F et M) et 14th Street – Eighth Avenue (métros A, C, E et L).

## Origine du nom
Le nom « Greenwich Avenue » trouve son origine dans le quartier de Greenwich Village.

## Historique
Elle suit une ancienne route amérindienne, ce qui lui confère une disposition unique et historique.